# Harpiinae
Harpiinae Lesson, 1828 è una sottofamiglia di uccelli della famiglia degli Accipitridi.

## Tassonomia
La sottofamiglia Harpiinae comprende i seguenti generi e specie:
- Genere Macheiramphus
  - Macheiramphus alcinus Bonaparte, 1850 - nibbio dei pipistrelli
- Genere Harpyopsis
  - Harpyopsis novaeguineae Salvadori, 1875 - arpia della Nuova Guinea
- Genere Morphnus
  - Morphnus guianensis (Daudin, 1800) - aquila della Guiana
- Genere Harpia
  - Harpia harpyja (Linnaeus, 1758) - arpia